# Liste des arrêts de la Cour suprême des États-Unis, volume 531
Ceci est une liste des arrêts de la Cour suprême des États-Unis du volume 531 de l’United States Reports (2000-2001) :

## Liste
- Arizona v. California, 531 U.S.  1 (2000)
- Artuz v. Bennett, 531 U.S.  4 (2000)
- Cleveland v. United States, 531 U.S.  12 (2000)
- Sinkfield v. Kelley, 531 U.S.  28 (2000) (per curiam)
- Indianapolis v. Edmond, 531 U.S.  32 (2000)
- Eastern Associated Coal Corp. v. Mine Workers, 531 U.S.  57 (2000)
- Bush v. Palm Beach County Canvassing Bd., 531 U.S.  70 (2000) (per curiam)
- Green Tree Financial Corp.-Ala. v. Randolph, 531 U.S.  79 (2000)
- Bush v. Gore, 531 U.S.  98 (2000) (per curiam)
- Solid Waste Agency of Northern Cook Cty. v. Army Corps of Engineers, 531 U.S.  159 (2001)
- Glover v. United States, 531 U.S.  198 (2001)
- Gitlitz v. Commissioner, 531 U.S.  206 (2001)
- Fiore v. White, 531 U.S.  225 (2001) (per curiam)
- Lopez v. Davis, 531 U.S.  230 (2001)
- Seling v. Young', 531 U.S.  250 (2001)
- City News & Novelty, Inc. v. Waukesha', 531 U.S.  278 (2001)
- District of Columbia v. Tri County Industries, Inc., 531 U.S.  287 (2001) (per curiam)
- Brentwood Academy v. Tennessee Secondary School Athletic Assn., 531 U.S.  288 (2001)
- Director of Revenue of Mo. v. CoBank ACB, 531 U.S.  316 (2001)
- Illinois v. McArthur, 531 U.S.  326 (2001)
- Buckman Co. v. Plaintiffs' Legal Comm., 531 U.S.  341 (2001)
- Board of Trustees of Univ. of Ala. v. Garrett, 531 U.S.  356 (2001)
- Central Green Co. v. United States, 531 U.S.  425 (2001)
- Lewis v. Lewis & Clark Marine, Inc., 531 U.S.  438 (2001)
- Whitman v. American Trucking Assns., Inc., 531 U.S.  457 (2001)
- Semtek Int'l Inc. v. Lockheed Martin Corp., 531 U.S.  497 (2001)
- Cook v. Gralike, 531 U.S.  510 (2001)
- Legal Services Corp. v. Velazquez, 531 U.S.  533 (2001)

## Source
- (en) Cet article est partiellement ou en totalité issu de l’article de Wikipédia en anglais intitulé « List of United States Supreme Court cases, volume 531 » (voir la liste des auteurs).